# 句容西站
句容西站是位于中国江苏省句容市的一座高速铁路车站，与宝华山站为同城车站。车站始建于2010年，位于宁杭客运专线上。车站为二台四线车站，站房建筑面积3495平方米；屋顶采用反宇向阳设计，体现了茅山道教文化的特点。